# Stenodynerus nudus
Stenodynerus nudus är en stekelart som först beskrevs av Moravitz 1889.  Stenodynerus nudus ingår i släktet smalgetingar, och familjen Eumenidae. Inga underarter finns listade i Catalogue of Life.